# 小行星12775
小行星12775（12775 Brackett）是一颗绕太阳运转的小行星，为主小行星带小行星。该小行星于1994年8月12日发现。

## 轨道参数
小行星12775的轨道半长轴为2.6482774 UA，离心率为0.241。